# Sabadly
Sabadly (persiska: سَبَدلی, Sabadlū, سبدلو, سَبَدلو) är en ort i Iran.   Den ligger i provinsen Kurdistan, i den nordvästra delen av landet, 500 km väster om huvudstaden Teheran. Sabadly ligger 1 690 meter över havet och antalet invånare är 896.
Terrängen runt Sabadly är lite bergig. Runt Sabadly är det ganska tätbefolkat, med 93 invånare per kvadratkilometer. Närmaste större samhälle är Bāneh, 7,1 km sydväst om Sabadly. Trakten runt Sabadly består i huvudsak av gräsmarker.